# Beto O'Rourke
Robert Francis "Beto" O'Rourke (26 de setembre de 1972) és un polític americà que representà el setzè districte congressual de Texas a la Cambra de Representants dels Estats Units del 2013 fins al 2019. O'Rourke es presenta a les primàries demòcrates per les eleccions presidencials de 2020.
O'Rourke va néixer en una família política local a El Paso, Texas i es va graduar a Woodberry Forest School i a la Universitat de Colúmbia. Mentre estudiava a Colúmbia, O'Rouke va començar una breu carrera musical com a baixista a la banda post hardcore Foss. Després de graduar-se, va tornar a El Paso i va iniciar una carrera en el món dels negocis. El 2005 va ser elegit al El Paso City Council, on serví fins al 2011. O'Rourke va ser elegit congressista el 2012 després de derrotar el congressista durant vuit mandats Silvestre Reyes a les primàries demòcrates.
Després de ser reelegit com a congressista el 2014 i el 2016, O'Rourke va rebutjar presentar-se a la reelecció el 2018. En canvi, va presentar-se a senador contra el senador republicà Ted Cruz en una campanya competitiva que atragué atenció nacional. Malgrat la seva derrota ajustada, O'Rourke va batre el record de vots emesos per un demòcrata en tota la història de Texas. El 14 de març de 2019, O'Rourke va anunciar la seva candidatura a les primàries demòcrates per les eleccions presidencials de 2020. Va suspendre la seva campanya l'1 de novembre de 2019.